# Víctor Lobatón
Pour les articles homonymes, voir Lobatón.
Víctor Lobatón Gálvez (15 juin 1943 – 7 août 1990) est un footballeur péruvien des années 1960 qui jouait au poste d'ailier gauche. Il s'est reconverti en entraîneur.
Il fait partie d'une célèbre famille de footballeurs péruviens, les Lobatón, dont font partie Abel Lobatón Vesgas (son cousin), Abel Lobatón Espejo et Carlos Lobatón.

## Biographie

### Carrière de joueur

#### En club
Víctor Kilo Lobatón commence sa carrière le 15 septembre 1963 sous le maillot de l'Universitario de Deportes lors d'un match face au Sporting Cristal. Auteur de 24 buts en 82 matchs avec l'Universitario, il remporte notamment les championnats du Pérou de 1964, 1966 et 1967 et joue quatre éditions de la Copa Libertadores entre 1965 et 1968 (25 matchs, six buts).
Après un bref passage par le Ciclista Lima entre 1969 et 1970, il termine sa carrière à l'Atlético Chalaco où il joue de 1971 à 1973 (champion de 2e division péruvienne en 1972).

#### En équipe nationale
International péruvien, Víctor Lobatón dispute deux matchs amicaux face à l'Uruguay les 28 et 30 juillet 1967 sans marquer de but. 
Préalablement, il avait joué pour l'équipe olympique du Pérou lors du Tournoi pré-olympique de la CONMEBOL 1964. Il participe notamment au match entre le Pérou et l'Argentine, le 24 mai 1964, où il marque un but annulé par l'arbitre, décision qui provoque des émeutes avec 328 morts et plus de 500 blessés (voir tragédie de l'Estadio Nacional).

### Carrière d'entraîneur
Devenu entraîneur, Víctor Lobatón dirige son dernier club de joueur, l'Atlético Chalaco, en 1980. Entre 1985 et 1988, il prend les rênes de l'Octavio Espinosa de Ica avec un total de 118 matchs dirigés en D1 péruvienne, mais doit s'en éloigner pour raisons de santé. Il meurt en 1990.

## Palmarès(joueur)
| Universitario de Deportes - Championnat du Pérou (3) : - Champion : 1964, 1966 et 1967. |  | Atlético Chalaco - Championnat du Pérou D2 (1) : - Champion : 1972. |